# Norbert Dickel
Norbert „Nobby“ Dickel (* 27. November 1961 in Berghausen im Wittgensteiner Land) ist ein ehemaliger deutscher Fußballspieler, der für den 1. FC Köln und Borussia Dortmund zwischen 1984 und 1990 insgesamt 123 Bundesligaspiele absolvierte und dabei 45 Tore erzielte.

## Leben
Nach einer Lehre als Werkzeugmacher verpflichtete sich Dickel 1982 zunächst für vier Jahre als Soldat auf Zeit bei der Bundeswehr. Parallel spielte der Mittelstürmer bei den Sportfreunden Siegen im Amateurbereich Fußball. 1984 unterschrieb er einen Vertrag als Profifußballer beim 1. FC Köln und verließ die Bundeswehr.

### 1. FC Köln
Dickel wechselte von den Sportfreunden Siegen 1984 aus der westfälischen Amateuroberliga ins Profilager zum 1. FC Köln. Bei den Kölnern war er kein Stammspieler, er absolvierte in zwei Jahren 33 Spiele und erzielte fünf Tore. Im Finale des UEFA-Cups 1986 gegen Real Madrid, das 1:5 verloren wurde, wurde er in der 84. Spielminute eingewechselt.

### Borussia Dortmund
Nach zwei Jahren in Köln wechselte der Mittelstürmer 1986 für die Ablösesumme von 400.000 DM zu Borussia Dortmund, wo er in seiner ersten Saison unter Trainer Reinhard Saftig in 32 Bundesligaspielen 20 Tore erzielte und damit zu einem der populärsten Dortmunder Spieler wurde. Sowohl unter Saftig als auch unter dessen Nachfolger Horst Köppel war Dickel Stammkraft in der Angriffsformation des BVB. Am 13. September 1988 gelang Dickel beim 4:0 gegen Hannover 96 mit den Toren zum 2:0, 3:0 und 4:0 innerhalb von sieben Spielminuten (67.–73.) der drittschnellste Hattrick der bisherigen Fußballbundesligageschichte.
Aufgrund seiner Leistungen und des für ihn tragischen Verlaufs der Saison 1988/89 genießt Norbert Dickel bei den Dortmunder Fans bis heute Kultstatus: Zum Ende jener Saison verletzte er sich schwer am Knie und erlitt einen Knorpelschaden sowie einen Meniskusschaden, Trainer Köppel bot ihn aber dennoch für das DFB-Pokalfinale gegen Werder Bremen auf. In diesem Spiel erzielte Dickel zwei Tore und trug damit maßgeblich zum 4:1-Sieg und damit zum ersten großen Erfolg der Dortmunder seit dem Gewinn des Europapokals 1966 bei. Nach diesem Spiel bekam er den Ehrennamen „Held von Berlin.“ Die Fans von Borussia Dortmund haben dies in einem Gesang verewigt: „Wir singen Norbert, Norbert, Norbert Dickel, jeder kennt ihn, den Held von Berlin.“, gesungen auf die Titelmelodie von Flipper.
Anschließend konnte Dickel in der Bundesliga nie wieder Fuß fassen. In der Spielzeit 1989/90 setzte er sechs Mal zu einem Comeback an, musste schließlich resignieren und beendete seine Profikarriere als Sportinvalide. Sein letztes Spiel bestritt er am 15. Dezember 1989 in Düsseldorf. Beim 1:1 gegen Fortuna Düsseldorf schoss Dickel in der 90. Minute in seinem 90. Spiel für Borussia Dortmund sein 40. und letztes Ligator.

## Nach der Karriere
Nach dem abrupten Karriereende verkaufte Dickel für einen der Klubsponsoren des BVB Antriebstrommeln für Fördergurtanlagen, danach war er beim damaligen Ausrüster Nike beschäftigt. Später betrieb er mit zwei Partnern ein Küchenstudio. Letztlich ist Dickel Borussia Dortmund treu geblieben. Seit der Saison 1992/93 ist er im Event-Management des BVB tätig, da der damalige Stadionsprecher Bruno Knust sich neu orientierte. In dieser Position ist er für das Fan-TV verantwortlich und arbeitet als Stadionsprecher. Daneben kommentiert er mit einem Partner (meist Boris Rupert) die BVB-Spiele im BVB-Netradio und ist in der Abteilung Marketing und Sales mit zuständig für Sponsoren, Sponsorenfindung und deren Bindung. Oft ist er auch als Repräsentant des BVB unterwegs.
Auf der Jahreshauptversammlung am 20. November 2016 wurde Dickel mit großer Mehrheit als Nachrücker in den Ältestenrat des BVB berufen, nachdem wenige Tage zuvor das langjährige Ratsmitglied Aki Schmidt verstorben war. Norbert Dickel ist auch für das vor Spieltagen der Fußball-Bundesliga erscheinende „Feiertags Magazin“ zuständig und führt darin Interviews mit Spielern von Borussia Dortmund.

## Weitergehende Statistik
- DFB-Pokal
2 Spiele; 1 Tor (1. FC Köln)
10 Spiele; 7 Tore (Borussia Dortmund)

- UEFA-Cup
6 Spiele; 3 Tore (1. FC Köln, Saison 1985/86)
6 Spiele; 3 Tore (Borussia Dortmund, Saison 1987/88)

## Erfolge
- 1986: UEFA-Cup-Finale (mit dem 1. FC Köln)
- 1989: DFB-Pokal-Sieger (mit Borussia Dortmund)

## GOFUS
Dickel ist Mitbegründer der GOFUS, einem 2001 gegründeten Verein golfspielender Fussballer.  GOFUS ist ein soziales Projekt, in dem sich aktive und ehemalige Fußballprofis ehrenamtlich engagieren. Etwa 530 aktive und ehemalige Fußballprofis und -funktionäre sind Mitglieder; sie lassen Bolz- und Spielplätze bauen oder renovieren und kümmern sich um die Bereitstellung von Ausbildungsplätzen für Hauptschüler. Auf einer eigenen Internetseite wurden für diese mehrere tausend Ausbildungsplätze für Jugendliche vorgestellt. Nach eigener Darstellung wurden bis Herbst 2016 128 Bolz- und Spielplätze im Gesamtvolumen von 10 Millionen Euro gebaut. Zukünftig werden die GOFUS auch die Integration von ausländischen Mitbürgern unterstützen.

## Bemerkenswertes
- Mit zwei Toren in seinem einzigen Spiel für die U21-Nationalmannschaft ist Dickel der einzige Spieler mit einer Torquote über 1, für den nach Abschluss seiner Karriere also mehr Tore als Einsätze in dieser Auswahl verzeichnet sind.[11]
- Anfang der 1990er Jahre spielte er sich selbst in dem Videofilm „Die 4 von der Tankstelle“.[12]
- Im Jahr 1996 erschien eine gemeinsame Single mit Karel Gott Schwarzgelb-Wie Biene Maja auf der Basis des Liedes Die Biene Maja.[13]
- Bei der TV total Stock Car Crash Challenge 2005 gewann Dickel in der 1900-cm³-Klasse die Bronzemedaille.
- Am 30. April 2012 eröffnete Dickel auf dem Ostenhellweg in Dortmund einen Currywurst-Schnellimbiss namens „CurryFan“ und verwirklichte sich damit nach eigenen Angaben einen Lebenstraum.[14][15] Nach fünf Jahren verkaufte Dickel den Imbiss im Mai 2017 aus Zeitgründen jedoch wieder.[16][17]
- 2012 schaffte Dickel es zusammen mit dem BVB-Jahrhundertchor und der Single Borussia, schenk uns die Schale von 0 auf Platz 2 der Charts, nachdem der BVB Deutscher Fußballmeister und Pokalsieger geworden war.